# Ведерникова, Наталья Михайловна
Ната́лья Миха́йловна Веде́рникова (род. 6 августа 1941) — советский и российский филолог, искусствовед, фольклорист.
Старший научный сотрудник сектора живой традиционной культуры Российского научно-исследовательского института культурного и природного наследия имени Д. С. Лихачёва (с 1993).
Кандидат филологических наук (1970).

## Биография
Родилась 6 августа 1941 года.
В 1965 году окончила филологический факультет Московского государственного университета имени М. В. Ломоносова, затем аспирантуру при кафедре фольклора. В 1970 году защитила диссертацию на соискание учёной степени кандидата филологических наук по теме «Контаминация в русской волшебной сказке».
В 1970—1990-е годы была научным сотрудником Научно-исследовательского института художественной промышленности, где занималась народным прикладным искусством и художественными промыслами.
С 1993 года — старший научный сотрудник Российского научно-исследовательского института культурного и природного наследия.
Участник более 20 научных экспедиций в различных регионах России.
Научные интересы связаны с этнографией, фольклором, прикладным искусством в сфере народной культуры.
Автор более 60 научных работ.

### Монографии
- Русская народная сказка. — М., 1975.
- Культурные ландшафты и духовное наследие. — Калуга, 2001.

=
- Фольклор Калужской губернии в записях и публикациях XIX — начала XX вв. Вып. 1 Народные обряды и поэзия. — М., 1997.
- Фольклор Калужской губернии в записях и публикациях XIX — начала XX века. Вып. 2. Необрядовая поэзия (духовные стихи, песни, сказки, предания, загадки, пословицы, поговорки и др.). — М., 1998.
- Сказки и несказочная проза. Фольклорные сокровища Московской земли: Сборник текстов. — М., 1998.
- Кенозёрские сказки, предания, былички: Сборник текстов. — М., 2003.

### Статьи
- Особенности материальной и духовной культуры Ялуторовского края // Исторический город Ялуторовск. — М., 1997.
- Изучение традиционного природопользования, народной культуры, производств и промыслов на примере Куликова Поля // Наследие и современность. Вып. 7. — М., 1999.
- Шамординский монастырь в народной культуре // Калужский край. Козельский район. — М. 1999.
- Фольклор одной деревни // Калужский край. Козельский район. — М. 1999. (В соавт.)
- Гончарный промысел д. Хлуднево // Калужский край. Козельский район. — М. 1999.
- Духовное наследие Угры и Жиздры // Культурные ландшафты и духовное наследие. Национальный парк Угра. — Калуга, 2001.
- Фольклор как способ отражения культурного ландшафта: по материалам экспедиционных выездов 2000—2002 // Культурный ландшафт как объект наследия. — М.—СПб., 2004.
- Одоевские краеведы // Тульская область. Одоевский край. Очерки прошлого и настоящего. — М., 2007. — С. 92—102.
- Николо-Жупань // Тульская область. Одоевский край. Очерки прошлого и настоящего. — М., 2007. — С. 255—266.
- Фольклорный хор с. Стояново // Тульская область. Одоевский край. Очерки прошлого и настоящего. — М., 2007. — С. 303—337.
- От крестьянского промысла к художественной мастерской // Тульская область. Одоевский край. Очерки прошлого и настоящего. — М., 2007. — С. 368—381.
- Из блокнота фольклориста // Вестник Российского фольклорного союза. — 2007. — № 2. — С. 57—62.